# Ali Ahmed
Ali Ahmed (Toronto, 10 ottobre 2000) è un calciatore canadese, difensore dei Vancouver Whitecaps.

## Biografia
Nato a Toronto, i suoi genitori sono etiopi.

## Carriera

### Club
Nel marzo 2022 firma un contratto professionistico con la seconda squadra dei Vancouver Whitecaps, club in cui è cresciuto. Il 22 aprile 2022 firma un contratto a breve termine con la prima squadra e il giorno successivo debutta in MLS, in occasione dell'incontro perso per 3-0 contro l'Austin FC. Il 4 agosto firma un altro contratto a breve termine con la prima squadra. Nel novembre 2022 viene definitivamente promosso in prima squadra, divenendo così anche il primo giocatore della seconda squadra dei Whitecaps a firmare un contratto a lungo termine con la prima squadra.

### Nazionale
Il 19 giugno 2023 viene convocato dal Canada per la Gold Cup. Esordisce nella competizione, oltreché con la nazionale maggiore, 8 giorni dopo nel pareggio per 2-2 contro la Guadalupa.

## Statistiche

### Presenze e reti nei club
Statistiche aggiornate al 28 giugno 2023.
| Stagione                   | Squadra                    | Campionato                 | Campionato | Campionato | Coppe nazionali | Coppe nazionali | Coppe nazionali | Coppe continentali | Coppe continentali | Coppe continentali | Altre coppe | Altre coppe | Altre coppe | Totale | Totale |
| Stagione                   | Squadra                    | Comp                       | Pres       | Reti       | Comp            | Pres            | Reti            | Comp               | Pres               | Reti               | Comp        | Pres        | Reti        | Pres   | Reti   |
| -------------------------- | -------------------------- | -------------------------- | ---------- | ---------- | --------------- | --------------- | --------------- | ------------------ | ------------------ | ------------------ | ----------- | ----------- | ----------- | ------ | ------ |
| 2022                       | Vancouver Whitecaps II     | MNP                        | 15         | 0          |                 | -               | -               |                    | -                  | -                  |             | -           | -           | 15     | 0      |
| 2022                       | Vancouver Whitecaps        | MLS                        | 2          | 0          | CC              | -               | -               |                    | -                  | -                  |             | -           | -           | 2      | 0      |
| 2023                       | Vancouver Whitecaps        | MLS                        | 9          | 1          | CC              | 2               | 1               | CCL                | 3                  | 0                  |             | -           | -           | 14     | 2      |
| Totale Vancouver Whitecaps | Totale Vancouver Whitecaps | Totale Vancouver Whitecaps | 11         | 1          |                 | 2               | 1               |                    | 3                  | 0                  |             | -           | -           | 16     | 2      |
| Totale carriera            | Totale carriera            | Totale carriera            | 26         | 1          |                 | 2               | 1               |                    | 3                  | 0                  |             | -           | -           | 31     | 2      |

### Cronologia presenze e reti in nazionale
| Cronologia completa delle presenze e delle reti in nazionale ― Canada | Cronologia completa delle presenze e delle reti in nazionale ― Canada | Cronologia completa delle presenze e delle reti in nazionale ― Canada | Cronologia completa delle presenze e delle reti in nazionale ― Canada | Cronologia completa delle presenze e delle reti in nazionale ― Canada | Cronologia completa delle presenze e delle reti in nazionale ― Canada | Cronologia completa delle presenze e delle reti in nazionale ― Canada | Cronologia completa delle presenze e delle reti in nazionale ― Canada |
| Data                                                                  | Città                                                                 | In casa                                                               | Risultato                                                             | Ospiti                                                                | Competizione                                                          | Reti                                                                  | Note                                                                  |
| --------------------------------------------------------------------- | --------------------------------------------------------------------- | --------------------------------------------------------------------- | --------------------------------------------------------------------- | --------------------------------------------------------------------- | --------------------------------------------------------------------- | --------------------------------------------------------------------- | --------------------------------------------------------------------- |
| 27-6-2023                                                             | Toronto                                                               | Canada                                                                | 2 – 2                                                                 | Guadalupa                                                             | Gold Cup 2023 - 1º turno                                              | -                                                                     |                                                                       |
| 1-7-2023                                                              | Houston                                                               | Guatemala                                                             | 0 – 0                                                                 | Canada                                                                | Gold Cup 2023 - 1º turno                                              | -                                                                     | 66’                                                                   |
| 4-7-2023                                                              | Toronto                                                               | Canada                                                                | 4 – 2                                                                 | Cuba                                                                  | Gold Cup 2023 - 1º turno                                              | -                                                                     | 69’                                                                   |
| 9-7-2023                                                              | Cincinnati                                                            | Stati Uniti                                                           | 2 – 2 dts (3 – 2 dtr)                                                 | Canada                                                                | Gold Cup 2023 - Quarti di finale                                      | -                                                                     | 73’                                                                   |
| 5-7-2024                                                              | Arlington                                                             | Venezuela                                                             | 1 – 1 (3 – 4 dtr)                                                     | Canada                                                                | Coppa America 2024 - Quarti di finale                                 | -                                                                     | 72’                                                                   |
| 9-7-2024                                                              | East Rutherford                                                       | Argentina                                                             | 2 – 0                                                                 | Canada                                                                | Coppa America 2024 - Semifinale                                       | -                                                                     | 55’                                                                   |
| 13-7-2024                                                             | Charlotte                                                             | Canada                                                                | 2 – 2 (3 – 4 dtr)                                                     | Uruguay                                                               | Coppa America 2024 - Finale 3º posto                                  | -                                                                     | 77’                                                                   |
| 7-9-2024                                                              | Kansas City                                                           | Stati Uniti                                                           | 1 – 2                                                                 | Canada                                                                | Amichevole                                                            | -                                                                     |                                                                       |
| 10-9-2024                                                             | Arlington                                                             | Messico                                                               | 0 – 0                                                                 | Canada                                                                | Amichevole                                                            | -                                                                     | 77’                                                                   |
| 15-10-2024                                                            | Toronto                                                               | Canada                                                                | 2 – 1                                                                 | Panama                                                                | Amichevole                                                            | -                                                                     | 90+1’                                                                 |
| 15-11-2024                                                            | Paramaribo                                                            | Suriname                                                              | 0 – 1                                                                 | Canada                                                                | CONCACAF Nations League 2024-2025 - Quarti di finale                  | -                                                                     | 78’                                                                   |
| 19-11-2024                                                            | Toronto                                                               | Canada                                                                | 3 – 0                                                                 | Suriname                                                              | CONCACAF Nations League 2024-2025 - Quarti di finale                  | -                                                                     | 74’                                                                   |
| 20-3-2025                                                             | Inglewood                                                             | Canada                                                                | 0 – 2                                                                 | Messico                                                               | CONCACAF Nations League 2024-2025 - Semifinale                        | -                                                                     | 67’                                                                   |
| 23-3-2025                                                             | Inglewood                                                             | Canada                                                                | 2 – 1                                                                 | Stati Uniti                                                           | CONCACAF Nations League 2024-2025 - Finale 3º posto                   | -                                                                     | 87’                                                                   |
| 10-6-2025                                                             | Toronto                                                               | Canada                                                                | 0 – 0 (4 – 5 dtr)                                                     | Costa d'Avorio                                                        | Amichevole                                                            | -                                                                     |                                                                       |
| 17-6-2025                                                             | Vancouver                                                             | Canada                                                                | 6 – 0                                                                 | Honduras                                                              | Gold Cup 2025 - 1º turno                                              | -                                                                     |                                                                       |
| 21-6-2025                                                             | Houston                                                               | Curaçao                                                               | 1 – 1                                                                 | Canada                                                                | Gold Cup 2025 - 1° turno                                              | -                                                                     | 56’ 70’                                                               |
| Totale                                                                |                                                                       | Presenze                                                              | 17                                                                    |                                                                       | Reti                                                                  | 0                                                                     |                                                                       |

## Palmarès

### Club

#### Competizioni nazionali
- Canadian Championship: 2

Vancouver Whitecaps: 2023, 2024